# Штайнфельд (Штендаль)
Штайнфельд (нем. Steinfeld) — деревня в Германии, в земле Саксония-Анхальт, входит в район Штендаль в составе городского округа Бисмарк.
Население составляет 284 человека (на 31 декабря 2008 года). Занимает площадь 11,13 км².

## История
Первое упоминание о поселении относится к 1209 году.
1 января 2010 года, после проведённых реформ, Штайнфельд вошёл в состав городского округа Бисмарк в качестве района. В этот район также входит усадьба Шёнфельд с замком и парковой зоной.

## Галерея

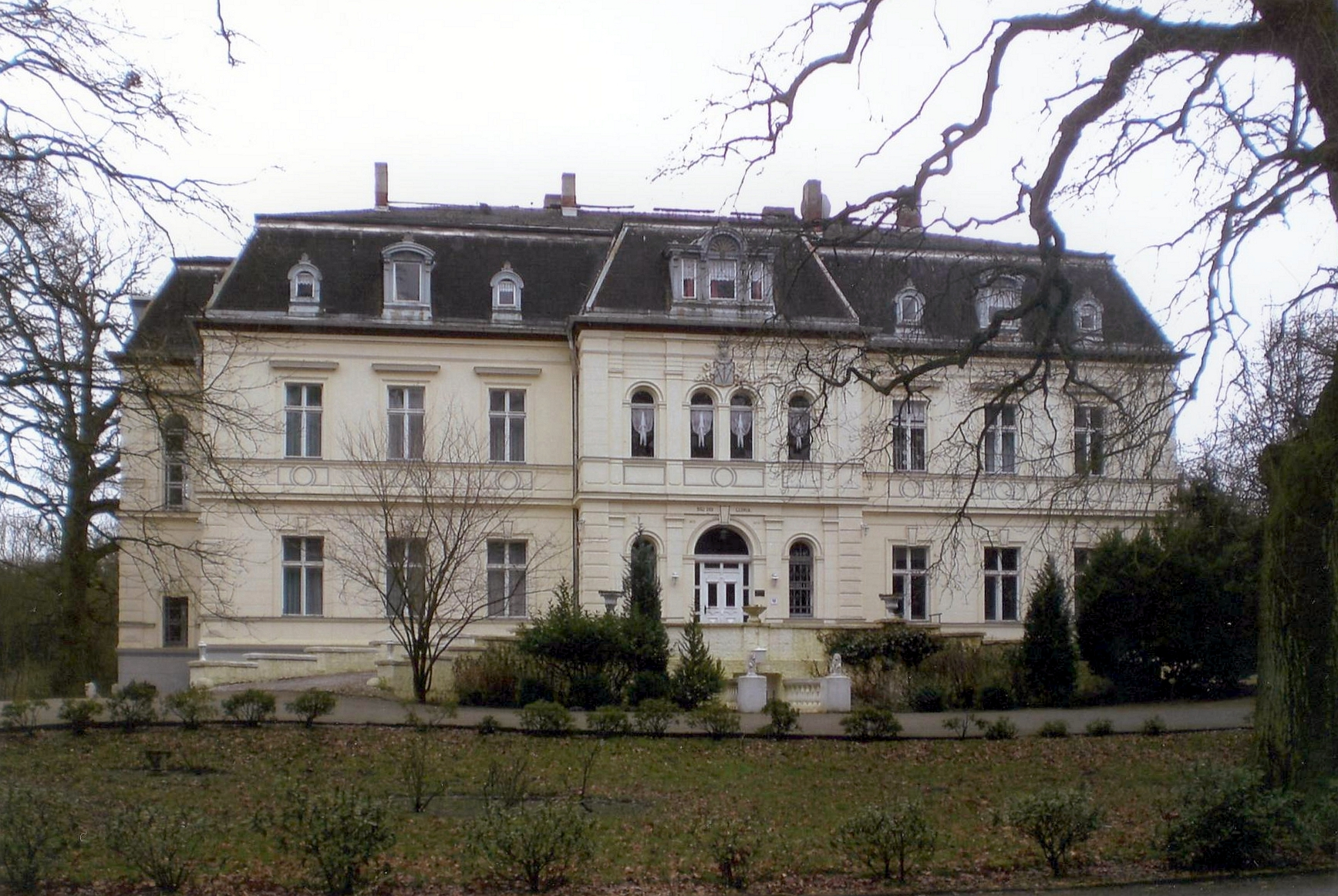
Замок Шёнфельд
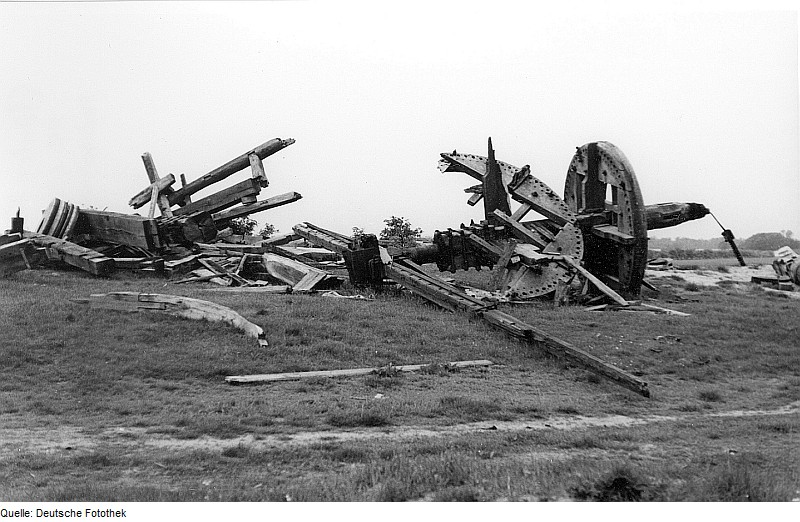
Развалины мельницы, 1974 год